# Metrosula
Metrosula  también conocido como BTR Metro, será un nuevo sistema de transporte público que se planea construir en la ciudad de San Pedro Sula, en Honduras.

## Historia
El 11 de febrero de 2010, la corporación municipal tomó la decisión de ampliar la vigencia del Plan Municipal de Ordenamiento Territorial (PMOT), el cual fue presentado el pasado 25 de marzo al presidente Porfirio Lobo Sosa, quien ordenó que se le dé el apoyo institucional y económico necesario para ejecutar el proyecto.
A finales de 2024, se tenía previsto la llegada a Honduras el primer lote de buses para reemplazar  a los más de 1,500 buses en mal estado o que ya han cumplido su tiempo de vida que son de 200 a 250 unidades. El consorcio Inversiones, Transportes y Servicios Especiales (Intrase) está compuesto por 983 socios de 46 empresas del transporte. Para echar andar el proyecto de modernización del transporte, Intrase pondrá una base de L100 millones de lempiras y buscan que el Banco Hondureño para la Producción y la Vivienda (Banhprovi) preste L900 millones de lempiras al 4% de interés.

## Sistema de pago
Su costo sería de unos 50 centavos de dólar equivalentes a 10 lempiras, que se pagarán con una tarjeta recargable.

## Rutas
El Metrosula recorrerá la primera avenida, partiendo de la Gran Central Metropolitana hasta llegar al Instituto Hondureño de Seguridad Social. Pero también se menciona que tendrá varias rutas entre ellas troncales y rutas alimentadoras.